# Marcus Nyman
Pour les articles homonymes, voir Nyman.
Marcus Nyman (né le 14 août 1990 à Tullinge) est un judoka suédois, évoluant dans la catégorie des moins de 90 kg (poids moyens). 

## Biographie
En avril 2010, âgé de 19 ans, Marcus Nyman remporte les Championnats d'Europe dans la catégorie des moins de 90 kg, en battant en finale le Géorgien Varlam Liparteliani.

### Palmarès
| Date | Compétition                   | Lieu     | Résultat |
| ---- | ----------------------------- | -------- | -------- |
| 2008 | Championnats du monde juniors | Bangkok  | 3e       |
| 2009 | Championnats d'Europe juniors | Erevan   | 1er      |
| 2010 | Championnats d'Europe         | Vienne   | 1er      |
| 2011 | Championnats d'Europe         | Istanbul | 3e       |
| 2016 | Championnats d'Europe         | Kazan    | 3e       |
| 2021 | Championnats du monde         | Budapest | 3e       |

#### Autres
- Masters mondial de judo : 3e en 2016.
- Tournoi Grand Chelem de Bakou : vainqueur en 2016.
- Tournoi Grand Prix de Düsseldorf : vainqueur en 2011.
- Tournoi World Cup de Miami : 2e en 2011.
- Tournoi World Cup de Prague : 3e en 2010.